# The Pleasure Drivers
The Pleasure Drivers is een Amerikaanse misdaadfilm uit 2005 onder regie van Andrzej Sekula.

## Verhaal
In de achterbuurten van Los Angeles heeft voormalig drugsverslaafde Daphne Widesecker de zorg op zich genomen voor de door een hoofdtrauma uiterst afhankelijke Tom Ethot. Tom's vader, Reverend Ethot, leidt de rijke en machtige sekte "The Temple of the Divine Destiny" en heeft Daphne een jaarlijkse donatie van 100 000 dollar toegezegd om de verzorging voor zijn ongeliefde zoon te kunnen bekostigen. In de laatste drie jaar heeft de armlastige vrouw geen enkele cent van de schofterige sekteleider ontvangen en richt ze zich noodgedwongen tot de charismatische Marvin, woordvoerder van de sekte, die haar na het aanhoren van haar schaamteloze schooipreek onder dreigement de deur wijst. Met de ontvoering van Tom's zus Casey, de aantrekkelijke dochter van de Weleerwaarde, wil Daphne het losgeld van 300 000 dollar bij de sekteleider ontfutselen, maar na het hardhandig doodknuppelen van Casey's bodyguards slaat ze – met Tom naast zich en Casey in de kofferbak van haar verouderde wagen – wanhopig op de vlucht.
Bill Plummer, docent Psychologie, onderwijst zijn studenten in het bijzonder over zijn obsessie voor het door Freud opgeroepen conflict tussen enerzijds Eros (de liefde) en anderzijds Thanatos (de dood). Bij thuiskomst vertelt zijn vrouw Alexis hem doodleuk dat ze een relatie bezigt met de onnozel ogende Amity, waarna zich door Bill's koele reactie een woordenstrijd ontspint die resulteert in 's mans vlucht naar een hotel. Barkeeper Dick schenkt Bill een vloeibare versnapering, maar de binnenkomst van de bijzonder verleidelijke 'studente' Faruza brengt hem in een roadtrip waarin verzoeking voor de leraar een volstrekt nieuwe betekenis krijgt. Faruza werpt zich als een sexy escort volledig op de grenzeloze gewilligheid die Bill aanvankelijk tentoonspreidt.
Daphne wendt zich tot haar neef Dale, die zich in een trailer op een autosloperij schuilhoudt voor de boze buitenwereld waarvan hijzelf deel uitmaakt. Dale geeft zijn vrouwelijke verwant de sleutel tot Kamer 2 van het nabijgelegen motel "The Big Cock Inn", maar de sleutel blijkt een vervalsing en de manager verwijst haar vervolgens naar Kamer 5. Bill en Faruza onderbreken hun autotocht met een tussenstop in hetzelfde motel, waarbij het kleurrijke koppel de toegang krijgt tot Kamer 2. In een kort telefonisch onderhoud laat Marvin Daphne weten dat hij weet waar ze zich met haar pleegzoon en haar gijzelaar verschanst heeft. De wrede, lesbische huurlinge Marcy baant zich in haar rode scheurvehikel een weg naar het motel voor een onvermijdelijke confrontatie waarin het gastenverblijf tot een podium verwordt waarop verschillende aanwezigen, direct of indirect, tot mootjes worden verwerkt.

## Rolverdeling
- Lauren Holly - Daphne Widesecker
- Angelo Spizzirri - Tom Ethot
- Steffany Huckaby - Casey Ethot
- Meat Loaf - Dale
- Angus Macfadyen - Bill Plummer
- Lacey Chabert - Faruza
- Deena Dill - Alexis Plummer
- Sascha Knopf - Amity
- Billy Zane - Marvin
- Jill Bennett - Marcy
- Frank O'Neill - manager "The Big Cock Inn"
- Timothy Patrick Cavanaugh - Dick